# Pariosternarchus amazonensis
Pariosternarchus amazonensis är en fiskart som beskrevs av Albert och Crampton 2006. Pariosternarchus amazonensis ingår i släktet Pariosternarchus och familjen Apteronotidae. Inga underarter finns listade i Catalogue of Life.